# Prime herbagère agro-environnementale
La prime herbagère agro-environnementale (PHAE), parfois appelée plus simplement « prime à l'herbe », a été instituée par le règlement Développement rural dans le cadre du 2e pilier de la politique agricole commune. Ce pilier concerne les aides qui sont octroyées aux producteurs, aux entreprises, aux collectivités, pour le maintien de la vitalité et de la qualité des espaces ruraux.
Cette subvention n'est plus mise en œuvre depuis la réforme de la politique agricole commune de 2014. La mesure agroenvironnementale et climatique (MAEC) sur les systèmes herbagers permet cependant de compenser cette perte.
La PHAE concernait les prairies, et donc l'élevage. Deux types de pratiques étaient distinguées :
- catégorie 19A : parcours, prairies permanentes, pâturages divers sur lesquels se pratique un élevage extensif. La prime, d'un montant de 49 €/ha, est conditionnée au respect de certaines conditions : lutte contre l'embroussaillement, pâturage effective, pas de surpâturage, pas d'apport  d'engrais ou de fumier. Les territoires concernés sont avant tout des grandes zones d'élevage extensif comme les Préalpes.
- catégorie 20A : prairies temporaires ou permanentes, avec obligation de fauchage ou pâturage.   La prairie doit être implantée une seule fois en cinq ans. Ces prairies se rencontrent dans des types d'élevages plus intensifs, comme certaines zones d'élevage bovin : c'est le cas par exemple des herbages à Comté. La prime est de 76 €/ha.

Il faut savoir qu'il y a quelques années, la prime exigeait un débroussaillement total (100 % de l'hectare concerné) qui engendrait des conséquences néfastes pour l'environnement. En effet, les micro-climats qui existent sous les haies, les genêts...etc sont annihilés par cette coupe dévastatrice. Les clauses ont changé, passant de 100 % à 50 %. Ceci a permis de préserver la moitié des bosquets.
Pour la période 2007-2013, c'est l'État français qui a repris à son compte le financement de cette prime (on parle de "PHAE 2") pour un montant de 260 millions d'euros par an, à la suite de la baisse des crédits européens de développement rural.